# Jānis Fabriciuss
Jānis Fabriciuss (ur. 26 czerwca 1877 w guberni kurlandzkiej, zm. 24 sierpnia 1929 k. Soczi) – łotewski komunista, jeden z dowódców Armii Czerwonej podczas wojny domowej w Rosji, działacz partyjny ZSRR.

## Życiorys
Ukończył gimnazjum, 1903 wstąpił do SDPRR, w lutym 1904 został aresztowany i następnie skazany na 4 lata katorgi, a 1907 na zesłanie na Daleki Wschód. Na zesłaniu kontynuował działalność rewolucyjną, po nieudanej próbie ucieczki do USA działał we Władywostoku i Nikołajewsku nad Amurem, 1915-1918 służył w rosyjskiej armii, od 1916 walczył w I wojnie światowej. W listopadzie 1917 był przewodniczącym Komitetu Pułku Łotewskich Strzelców, następnie do 23 stycznia 1918 wchodził w skład Prezydium WCIK, od lutego 1918 komisarz wojskowy Gdowskiego Rejonu Pogranicznego, od sierpnia 1918 nadzwyczajny komisarz Rejonu Ługa-Toroszyno-Gdow. Od października 1918 przewodniczący Pskowskiego Komitetu Wojskowo-Rewolucyjnego, w listopadzie-grudniu 1918 Komisarz Pskowskiego Odcinka Bojowego, od grudnia 1918 do lutego 1919 wojskowy komisarz 2 Nowogrodzkiej Dywizji Strzelców, biorącej w tym czasie udział w ofensywie Armii Czerwonej na Łotwę. Od 6 lutego do 12 czerwca 1919 wojskowy komisarz 10 Dywizji Strzelców. Od sierpnia 1919 naczelnik obrony Liwny-Jeleckiego Rejonu Ufortyfikowanego oraz dowódca i komisarz 1 Oddziału Frontu Wewnętrznego, w listopadzie 1919 komisarz Toroszynskiego Odcinka Bojowego, od listopada 1919 dowódca 1 Brygady 13 Dywizji Piechoty, od grudnia 1919 do 31 grudnia 1921 dowódca 48 Brygady Piechoty 16 Dywizji Piechoty Frontu Południowego/Zachodniego. Brał udział w walkach Armii Czerwonej przeciw wojskom Mamontowa, Denikina i wojskom polskim. Od stycznia 1921 do marca 1923 naczelnik i komisarz 43 Połockich Zjednoczonych Kursów Kadry Dowódczej Armii Czerwonej, w marcu 1921 brał udział w likwidacji powstania w Kronsztadzie, od marca do października 1923 dowódca 2 Dywizji Białoruskiej. Od października 1923 do kwietnia 1927 dowódca 17 Nadmorskiego Korpusu Piechoty, 1927-1928 dowódca 4 Korpusu Piechoty, od 19 grudnia 1927 do śmierci członek Centralnej Komisji Kontrolnej WKP(b), od maja 1928 pomocnik dowódcy Kaukaskiej Armii Czerwonego Sztandaru.
Czterokrotnie odznaczony Orderem Czerwonego Sztandaru (1919, 13 października 1920, 23 marca 1921 i 31 grudnia 1921). Zginął w katastrofie lotniczej.